# Mošnica (potok)

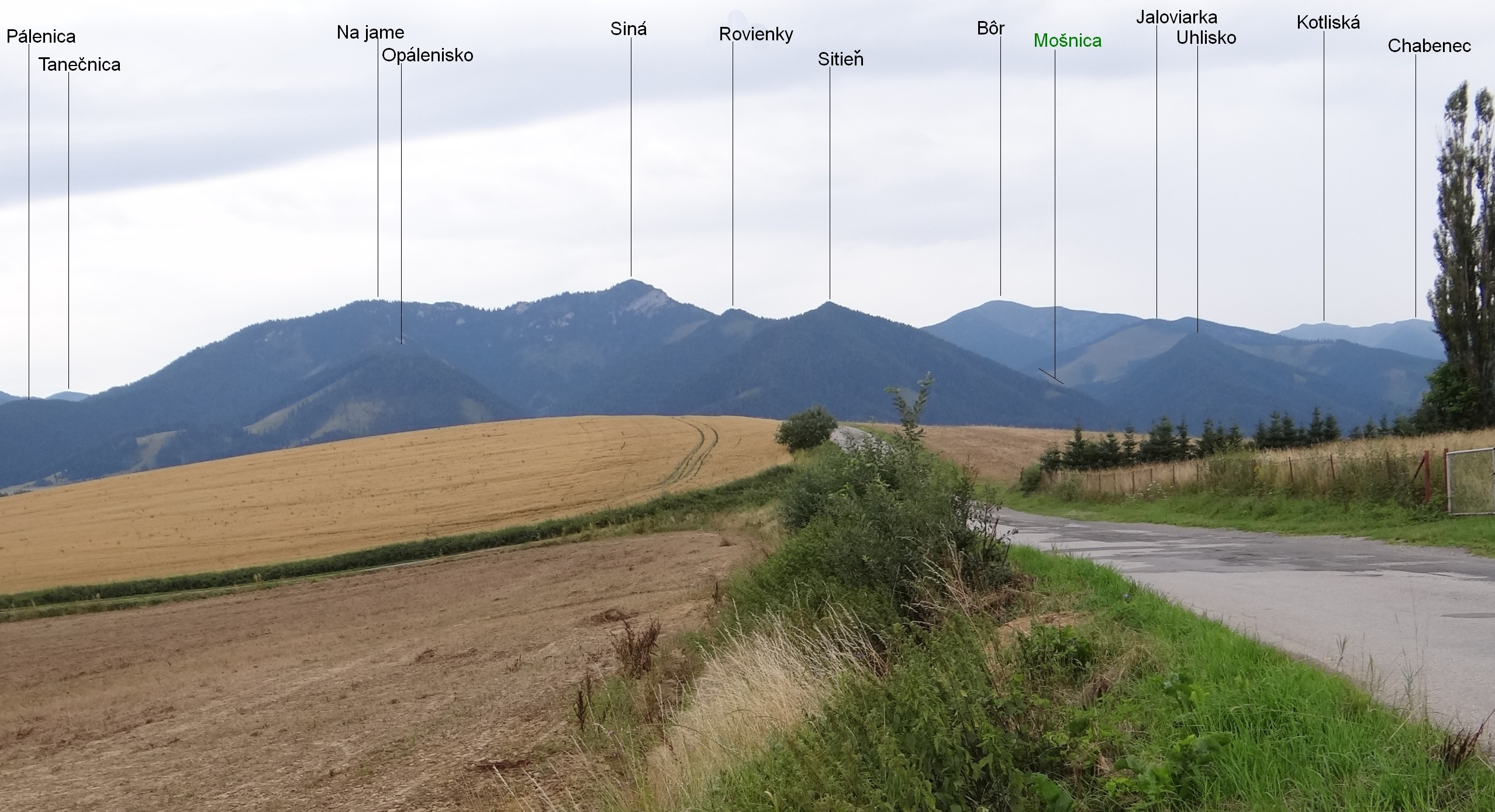
Widok z miejscowości Svätý Kríž na dolinę Mošnica

Mošnica – potok w dorzeczu Wagu na Słowacji. Ma źródła pod północnymi stokami szczytu Bôr w Niżnych Tatrach. Najwyżej położone z nich znajduje się na wysokości około 1440 m. Spływa dnem doliny Mošnica w kierunku północno-zachodnim. W dolnej części biegu zmienia kierunek na północny, potem północno-wschodni i wypływa na Kotlinę Liptowską. Przepływa przez miejscowość Lazisko i na wysokości około 650 m uchodzi do Palúdžanki jako jej prawy dopływ.